# Немачка подморница У-13
Подморница У-13 је била Немачка подморница типа II-Б и коришћена у Другом светском рату. Подморница је изграђена 30. новембар 1935. године и служила је у 1. подморничкој флотили (1. децембар 1935 — 31. мај 1940) као борбени брод.

## Служба
Од увођења у службу 30. новембра 1935. године, па до пред почететак Другог светског рата, на подморници У-13 се обучио велики број немачких подморничара. У склопу припрема за напад на Пољску, и могућег одговора Уједињеног Краљевства и Француске, У-13 напушта базу Вилхелмсхафен 25. августа 1939. године, и одлази ка одређеној позицији са задатком да положи мине, али се већ 31. августа враћа у исту базу. Два дана касније, 2. септембра, У-13 поново напушта базу Вилхелмсхафен, и одлази да положи мине. По обављеном задатку, она се 6. септембра враћа у Вилхелмсхафен, одакле креће 11. септембра на своје прво дуже борбено патролирање.
Дан раније, 10. септембра 1939. године, у 17:25 сати, британски трговачки брод  (заповедник Артур Џорџ Диксон), удара у мину коју је 4. септембра положила подморница У-13, и тоне у року од неколико минута, у близини рта Орфорд. Шест чланова његове посаде је погинуло. Заповедника и 74 осталих чланова посаде је спасио један спасилачки брод, и пребацио их је до обале. Дана, 16. септембра 1939. године, британски путнички брод City of Paris је претрпео теже оштећење, након што је ударио у једну од мина коју је положила У-13, 4. септембра 1939. године, на око 3,5 наутичке миље источно-североисточно од Алдебурга. Један члан посаде британског брода је погинуо. Оштећени брод је одвучен од британског реморкера Contest, и након оправке враћен је у службу, као брод за превоз трупа.
У 01:00 сати, 24. септембра 1939. године, француски трговачки брод , који је превозио угаљ, ударио је у у мину коју је положила У-13, и тоне на око 3,5 наутичке миље, источно од Алдебуршког брода-светионика. Сви чланови посаде су спасени од спасилачког брода, и пребачени су у Албебруг, где су неколицина задржана на болничком лечењу. Подморница У-13, стиже после 23 дана патролирања у базу Кил, чиме завршава ово борбено патролирање. На следеће своје борбено патролирање, подморница У-13 креће 25. октобра 1939. године. 
Дана, 30. октобра 1939. године, у 22:50 сати, британски трговачки брод  (заповедник Фредерик Вилијем Ферли), који се одвојио од конвоја HX-5, торпедован је и питопљен од подморнице У-13, три наутичке миље источно-североисточно од рта Ретре. Три члана британског брода су погинула. Заповедника и 41 осталих чланова посаде, сакупља британски дрифтер HMS River Lossie. Након свега десет дана патролирања, подморница У-13 се враћа 3. новембра у базу Кил, из које креће 15. новембра на ново патролирање.
У 23:28 сати, 19. новембра 1939. године, подморница У-13 погађа у предњи део, једним торпедом непознати трговачки брод, на око 6 наутичких миља северно-североисточно од Лонстона, спољна Фарска острва. Погодак је изазвао јаку експлозију, која ломи брод на два дела, и проузрокује његово потапање за свега 40 секунди са комлетном посадом од 13 људи. Потопљени брод је убележен у дневник подорнице, као танкер црне боје, са пуном тежином од око 2.000 тона. Непознати брод је највероватније био британски трговачки брод  (заповедник Џејмс Скот), који је нестао у тој области, приближно у то време, а моторно одељење му се налазило у задњем крају брода. Дана, 25. новембра, подморница У-13 се враћа у базу Кил, где остаје до 9. децембра 1939. године, када одлази да положи нове мине. По обављеном задатку, У-13 упловљава 14. децембра 1939. године, у базу Вилхелмсхафен. 
Дана, 6. јануара 1940. године, британски трговачки брод City of Marseilles удара у мину, коју је У-13 положила 12. децембра 1939. године, и претрпео је већа оштећења, али није потонуо. Подморница У-13, напуста 24. јануарa 1940. године, базу Вилхелмсхафен и креће на ново патролирање. У 00:43 сати, 31. јануара 1940. године, норвешки трговачки брод  (заповедник Јакоб Бартман Јакобсен), који је превозио 1.478 тона угља, погођен је једним торпедом испаљеног са подморнице У-13, и одмах тоне са целокупном посадом од 16 чланова. Норвешки брод је последњи пут виђен 29. јануара 1940. године, када је прошао у близини Сандерленда.
Сутрадан, 1. фебруара 1940. године, у 01:43 сати, шведски трговачки брод , који је лежао усидрен, погођен је једним торпедом са подморнице У-13, и тоне у заливу Абердур, Шкотска. Девет члана посаде је погинуло, а 14 преживелих бродоломника спасава британска фрегата HMS Khartoum (F 45), и наоружани рибарски брод HMS Viking Deeps. Подморница У-13 упловљава 5. фебруара у базу Вилхелмсхафен. Следећег дана, 6. фебруара 1940. године, естонски трговачки брод  (заповедник Јоханес Раудсо), удара у једну мину, коју је 12. децембра положила У-13 на ушћу реке Теј, и тоне. Заповедник, његова жена и још четири члана посаде су погинули. Кувар са естонског брода је нешто касније преминуо у болници у Дандиу. Дана, 16. фебруара 1940. године, У-13 полази из Вилхелмсхафена на нову патролу, али након 14 дана неуспешног патролирања, она поново упловљава у Вилхелмсхафен. 
На следеће своје патролирање, подморница У-13 креће 31. марта 1940. године. У 17:33 сати, 17. априла 1940. године, британски трговачки брод  (заповедник Хју Томсон) је погођен једним торпедом у нивоу машинског одељења, испаљеног са У-13, и тоне након 25 минута, на око 25 наутичких миља, северно од Шетландских острва. Заповедник и свих 37 чланова посаде успевају да се спасу, и касније су се искрцали у заливу Нор Вик, Шетландска острва.
Дана, 26. априла 1940. године, у 00:28 сати, дански теретни брод Lily је погођен једним торпедом, које је испаљено са подморнице У-13, али није експлодирало. У 01:17 сати, друго торпедо погађа брод у предњи део, услед чега се брод ломи на два дела и тоне у року од 45 секунди. Два дана касније, 28. априла, у 01:29 сати, британски танкер Scottish American, који је превозио 9.491 тону нафте, бива погођен једним торпедом испаљеног из подморнице У-13, услед чега избија пожар на броду. Како је то било последње њено торпедо, подморница У-13 оставља танкер са предњим делом дубоко у води, али Scottish American није потонуо, већ га касније одвлаче, британски брод мамац Looe и наоружани контролни брод HMS Northern Reward, праћени разарачима HMS Delight (H 38), HMS Diana (H 49) и HMS Imperial (D 09). Након ремонта, британски танкер се августа 1940. године, враћа у службу. 
Подморница У-13, упловљава након 33 дана патролирања, 2. маја 1940. године, у базу Кил, где остаје до 26. маја, када креће у ново патролирање. Пет дана касније, 31. маја, у Северном мору, на око 11 наутичких миља севроисточно од Лоустофта, У-13 је нападнута и потопљена од британског слупа HMS Weston. Сви чланови немачке подморнице су преживели њено уништење, и постали британски заробљеници.

## Команданти
- Ханс-Герит Штокхаузен (30. новембар 1935 — 30. септембар 1937)
- Карл Даублебски фон Ајхаин (1. октобар 1937 — 5. новембар 1939)
- Хајнц Шерингер (6. новембар 1939 — 15. децембар 1939)
- Волфганг Лит (16. децембар 1939 — 28. децембар 1939) (Витешки крст)
- Хајнц Шерингер (29. децембар 1939 — 2. јануар 1940)
- Макс-Мартин Шулте (3. јануар 1940 — 31. мај 1940)

## Бродови
| Име брода | Држава               | Тежина      | Година изградње | Датум напада        | Напомена |
|           | Уједињено Краљевство | 8.641 тона  | 1921.           | 10. септембар 1939. | Потопљен |
|           | Уједињено Краљевство | 10.902 тона | 1922.           | 16. септембар 1939. | Оштећен  |
|           | Француска            | 2.660 тона  | 1938.           | 24. септембар 1939. | Потопљен |
|           | Уједињено Краљевство | 4.666 тона  | 1918.           | 30. октобар 1939.   | Потопљен |
|           | Уједињено Краљевство | 783 тона    | 1910.           | 19. новембар 1939.  | Потопљен |
|           | Уједињено Краљевство | 8.317 тона  | 1913.           | 6. јануар 1940.     | Оштећен  |
|           | Норвешка             | 1.168 тона  | 1923.           | 31. јануар 1940.    | Потопљен |
|           | Шведска              | 2.491 тона  | 1897.           | 1. фебруар 1940.    | Потопљен |
|           | Естонија             | 1.421 тона  | 1883.           | 6. фебруар 1940.    | Потопљен |
|           | Уједињено Краљевство | 4.935 тона  | 1917.           | 17. април 1940.     | Потопљен |
|           | Данска               | 1.281 тона  | 1920.           | 26. април 1940.     | Потопљен |
|           | Уједињено Краљевство | 6.999 тона  | 1920.           | 28. април 1940.     | Оштећен  |
| --------- | -------------------- | ----------- | --------------- | ------------------- | -------- |